# Cyblin
Cyblin – jezioro w woj. wielkopolskim, w powiecie szamotulskim, w południowej części gminy Wronki, w okolicach osad Józefowo i Łucjanowo, leżące na terenie Pojezierza Poznańskiego.

## Dane morfometryczne
Powierzchnia zwierciadła wody według różnych źródeł wynosi od 7,5 ha do 8,05 ha (lustra wody i ogólna).
Zwierciadło wody położone jest na wysokości 58,3 m n.p.m.
Maksymalna głębokość zbiornika wynosi 17 m, zaś głębokość średnia 7,2 m.

## Hydronimia
Według spisu opracowanego przez Komisję Nazw Miejscowości i Obiektów Fizjograficznych (KNMiOF) nazwa tego jeziora to Cyblin. 
Dane z państwowego rejestru nazw geograficznych podają oboczną nazwę tego jeziora: Cyblino.